# Crazy World (ABBA-Lied)
Crazy World ist eine Ballade der schwedische Popgruppe ABBA. Das Lied wurde erstmals 1976 als B-Seite der Single Money, Money, Money veröffentlicht. Außergewöhnlich für einen ABBA-Song ist, dass Björn Ulvaeus anstelle der beiden Frauen die Lead-Vocals übernimmt, Agnetha Fältskog und Anni-Frid Lyngstad sind ausschließlich im Hintergrund zu hören.

## Handlung
Der Text handelt von einem Mann, der auf einen anderen eifersüchtig wird, da sich dieser bei seiner Lebensgefährtin aufhält. Es stellt sich heraus, dass „der Andere“ der Bruder der Geliebten ist. Sein Missverständnis betitelt er daraufhin als „Crazy World“, also verrückte Welt.

## Entstehung und Veröffentlichung
Als ABBA im Oktober 1974 Crazy World (zunächst unter dem Arbeitstitel A Crazy World) aufnahmen, sollte der Titel auf dem dritten Album ABBA veröffentlicht werden. Wie bei vielen anderen Aufnahmen aus dieser Zeit entschied man sich anschließend doch gegen eine Veröffentlichung des Liedes. Daraus folgte, dass Crazy World bis zum Sommer 1976 unangetastet in den Archiven verblieb, erst als Money, Money, Money die zweite Singleauskopplung des erfolgreichen Albums Arrival werden sollte, wurde nach einer entsprechenden B-Seite gesucht und Crazy World wiederbelebt. Vor der Single-Veröffentlichung erfolgten noch einige Nachbesserungen, sodass das Lied schließlich am 1. November 1976 als B-Seite der Single Money, Money, Money veröffentlicht wurde.
Im Jahre 1997 erfolgte die Veröffentlichung einer remasterten Version des Albums ABBA auf CD, auf dieser ist Crazy World Teil des Albums. Auch auf den Streaming-Plattformen wird das Lied als Titel des Albums angesehen.